# 勒梅尼勒厄德
勒梅尼勒厄德（法語：Le Mesnil-Eudes，法語發音：[lə menil ød] ⓘ）是法国卡尔瓦多斯省的一个市镇，属于利雪区。

## 地理
勒梅尼勒厄德（49°5'34"N, 0°10'48"E）面积8.42 平方千米，位于法国诺曼底大区卡爾瓦多斯省，该省份为法国西北部沿海省份，北濒大西洋英吉利海峡，东北与滨海塞纳省以海上边界相接，东临厄尔省，南至奧恩省，西与芒什省接壤。
与勒梅尼勒厄德接壤的市镇（或旧市镇、城区）包括：莱萨尔和勒谢讷、勒梅尼勒西蒙、圣日耳曼德利韦、圣马丹德拉略、圣皮埃尔德西夫、莱蒙索。
勒梅尼勒厄德的时区为UTC+01:00、UTC+02:00（夏令时）。

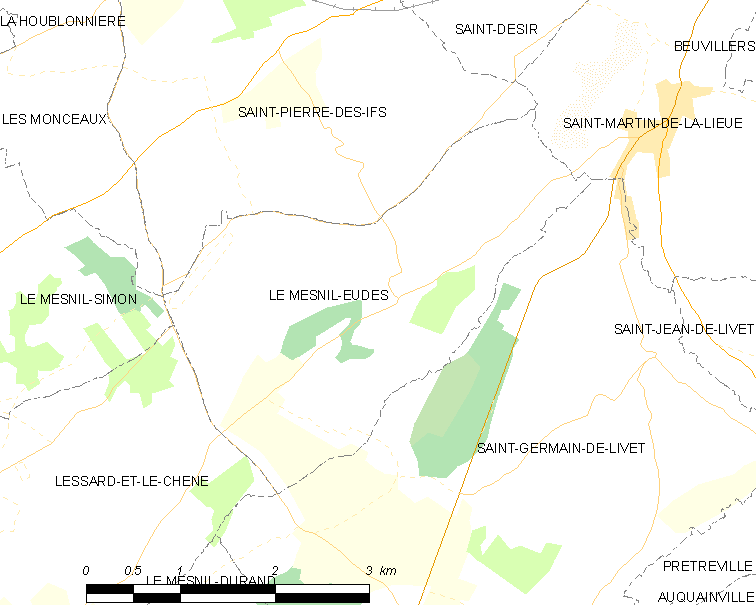
勒梅尼勒厄德的OSM定位图

## 行政
勒梅尼勒厄德的邮政编码为14100，INSEE市镇编码为14419。

## 政治
勒梅尼勒厄德所属的省级选区为梅济东瓦莱多日县。

## 人口

1962-2008年间勒梅尼勒厄德人口变化图示

勒梅尼勒厄德于2022年1月1日时的人口数量为250人。